# Добрий (струмок)
Добрий (пол. Dobra) — струмок в Україні у Львівському районі Львівської області. Правий доплив річки Гнилої Липи (басейн Дністра).

## Опис
Довжина струмка 5 км, найкоротша відстань між витоком і гирлом — 4,17  км, коефіцієнт звивистості річки — 1,20 . Формується декількома струмками та загатами.

## Розташування
Бере початок на східній стороні від села Лагодів у листяному лісі Підзади. Тече переважно на південний схід через село Сивороги і впадає у річку Гнилу Липу, ліву притоку річки Дністра.

## Цікаві факти
- На лівому березі струмка пролягає автошлях Т 1806[3] (автомобільний шлях територіального значення у Рівненській, Волинській та Львівській областях. Пролягає територією Рівненського, Дубенського, Луцького, Шептицького, Золочівського та Львівського районів через Рівне — Млинів — Демидівку — Берестечко — Буськ — Красне — Глиняни — Перемишляни).